# بستان‌آباد (زرند)

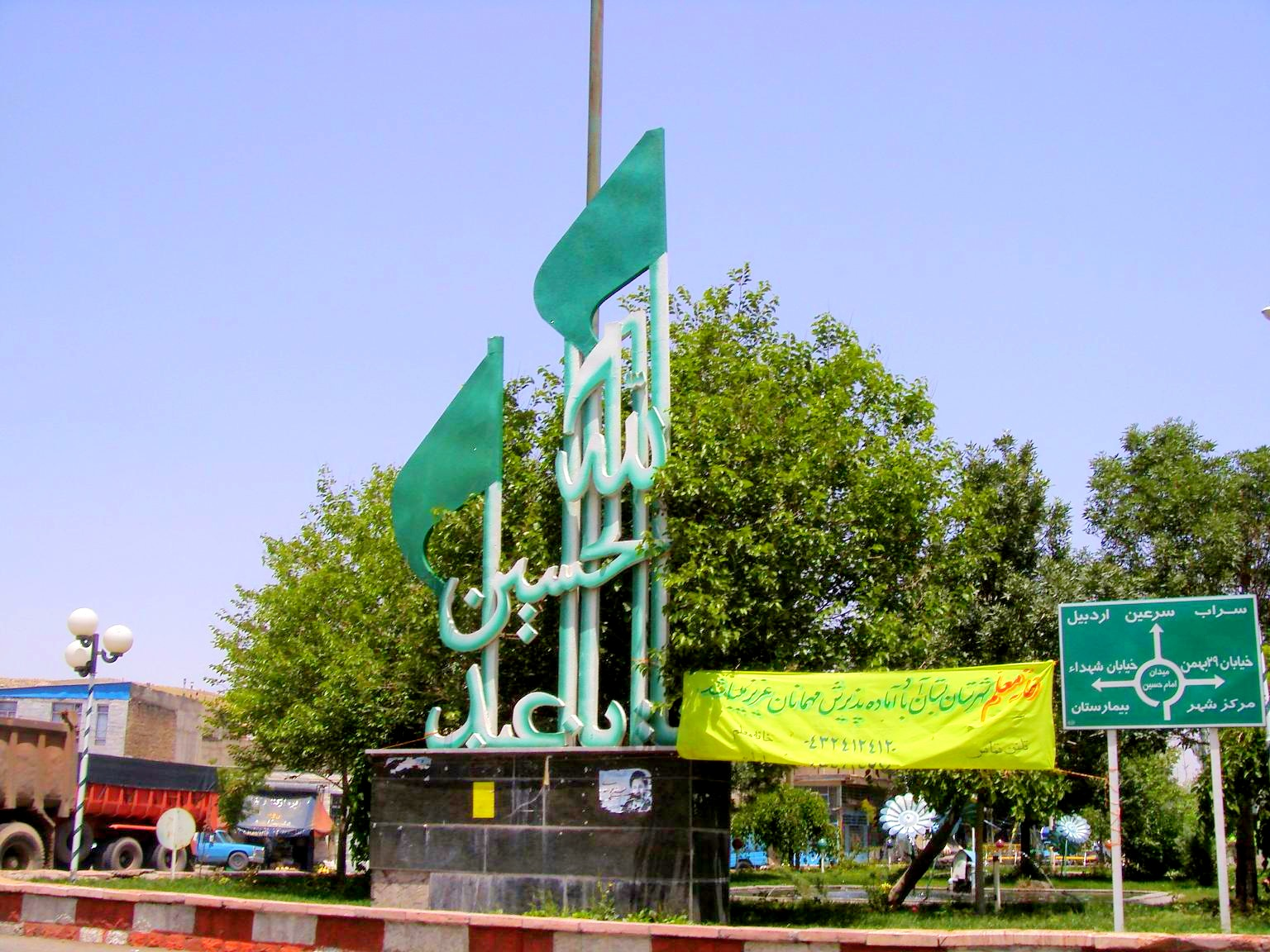
میدان امام حسین بستان آباد

بستان آباد (زرند)، روستایی از توابع بخش یزدان آباد شهرستان زرند در استان کرمان ایران است.

## جمعیت
این روستا در دهستان سیریز قرار دارد و براساس سرشماری مرکز آمار ایران در سال ۱۳۸۵، جمعیت آن زیر سه خانوار بوده‌است.